# Hans Getzinger
Hans Getzinger (* nach 1460 in Haslach an der Mühl?; † nach 1526 in Krumau?) war ein böhmisch-österreichischer Baumeister und Steinmetz der Spätgotik.

## Quellenlage

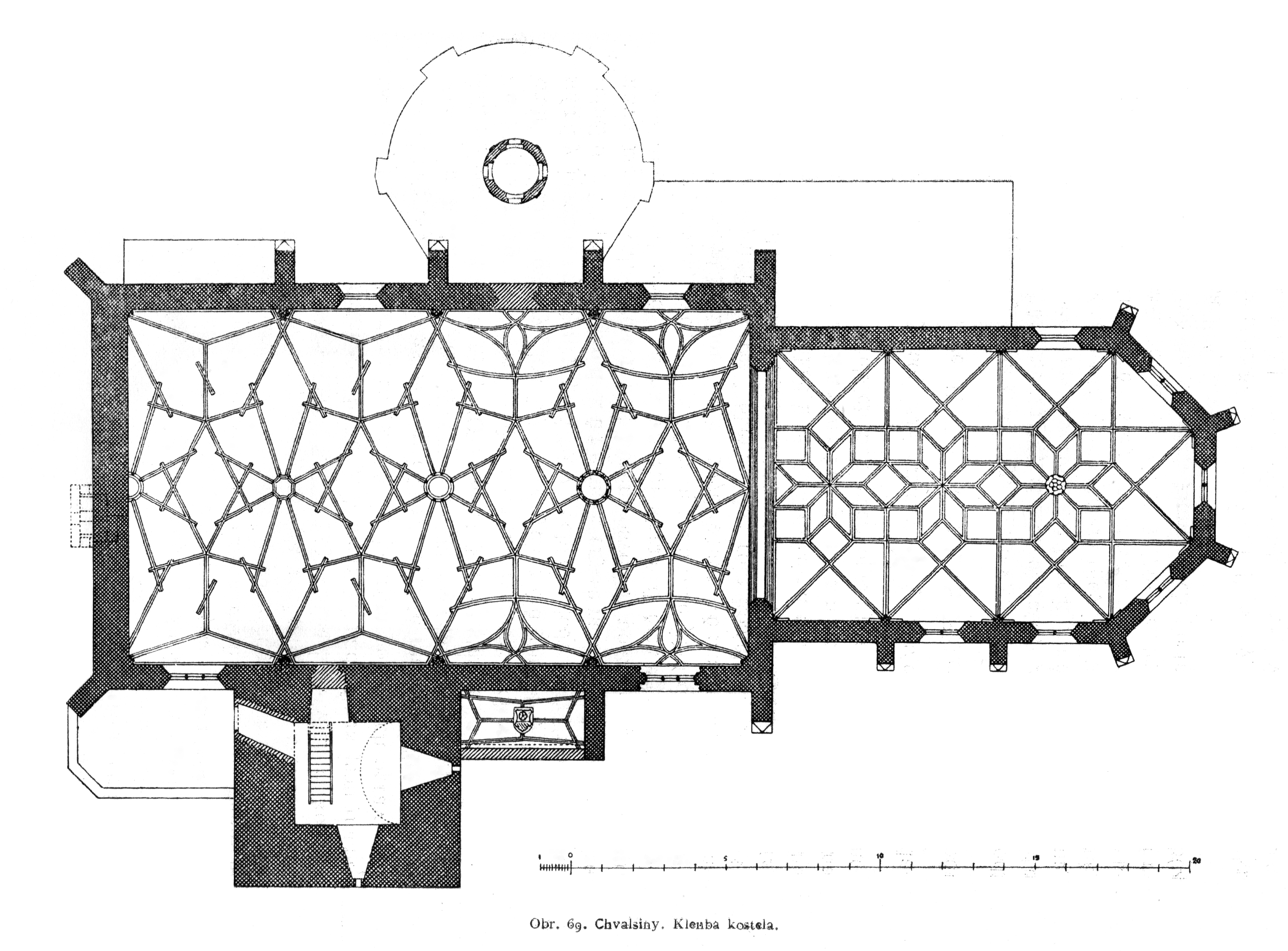
Gewölbe der Maria-Magdalena-Kirche in Chvalšiny/Kalsching

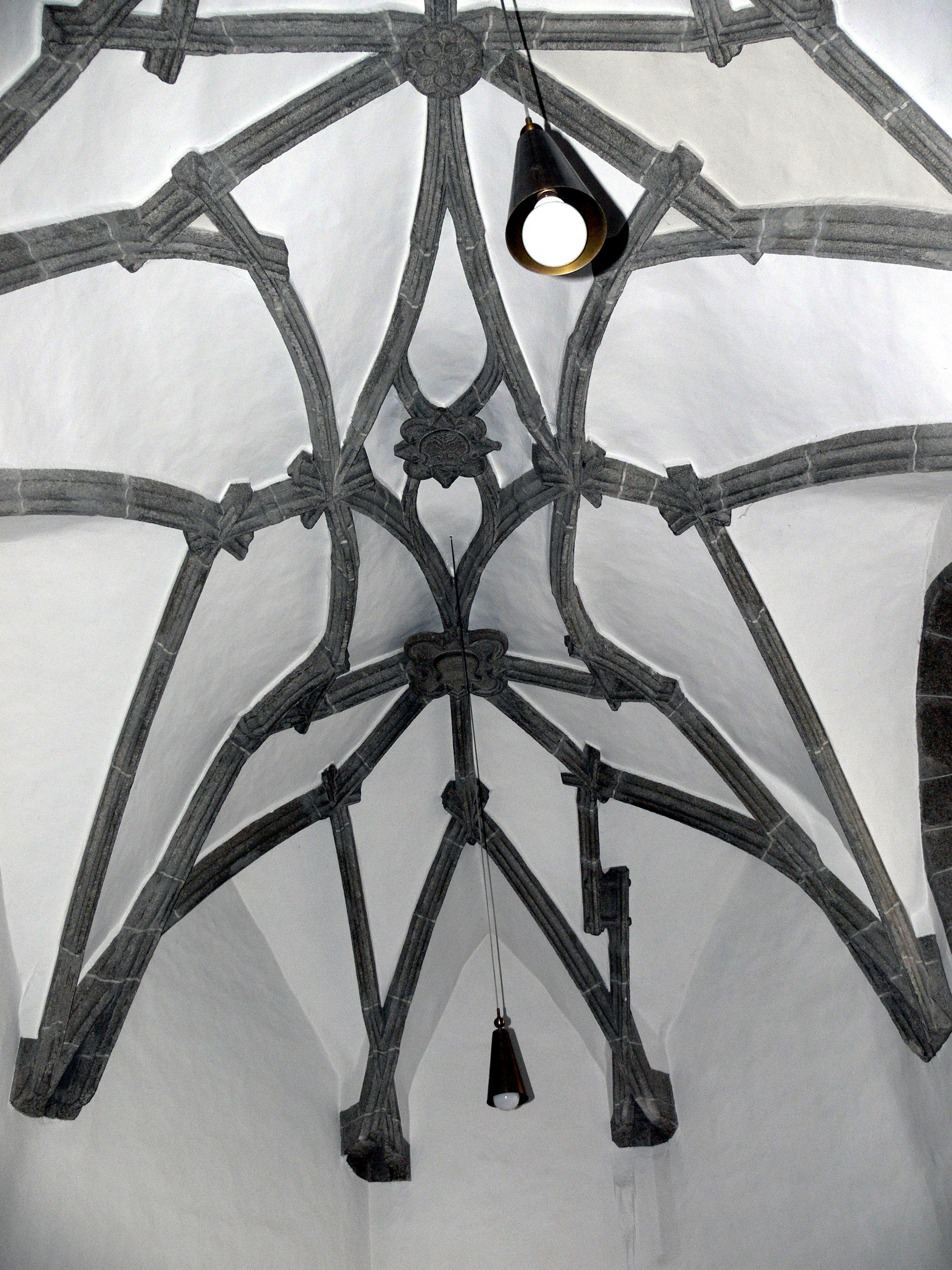
Marienkapelle der Pfarrkirche St. Martin im Mühlkreis